# 竜世紀
『竜世紀』（りゅうせいき）は、竜騎兵の漫画『DRAGON BREEDER』（久保書店、WORLDコミックス刊、1987年、ISBN 4-76-590232-3）を原作として1988年に発売されたOVAである。
1話30分で、第1話『神章 A.D.1990 璃子』（1988年10月26日発売）と第2話『魔章 R.C.297 ルリシア』（1988年12月25日発売）の全2話が制作された。2006年1月25日には、全2話と原作漫画および設定資料を動画収録したDVD『竜世紀 コンプリート・コレクション』がジェネオン・ユニバーサル・エンターテイメントから発売された。

## ストーリー
神章 A.D.1990 璃子
世界各地で突然「竜」が現れ、「竜」は「人」を殺め続けた。人類は「竜」の存在を脅威として駆除し、日本の自衛隊も「竜」を駆除するため、「特殊部隊」を結成する。
堕落した世の中に失望感を抱いていた少女・璃子は、ある夜に自衛隊の銃撃によって負傷した母竜から卵を託され、卵から孵った竜に「カーマイン」と名付けて育てた。そしてある日、世界の本当の敵である「魔」の軍勢が現れる。
- 原作の前日譚に相当するアニメオリジナルエピソードである。

魔章 R.C.297 ルリシア
「神章」より約300年後の未来。「竜」は「人」の奴隷となり、「決闘の道具」となった。竜同士の闘いを「竜闘」と呼び、竜を従わせ、決闘させる人は「竜使い」と呼ばれた。角を折られた「竜」は、「竜使い」に服従を誓わなければならなかった。
竜使いであった父を竜闘で失い、少女・ルリシアは父の敵を討つべく竜使いになると決意すると、かつての文明の遺産である塔の頂上に赤竜がいるとの噂を聞いて塔の頂上へ登り、1匹の年老いた赤竜・カーマインと出会う。
- ほぼ原作に準拠したエピソードとなっているが、原作ではカーマインが魔を討ち滅ぼすべく神によって導かれた「竜戦士隊」の大佐であり、「竜の世界」より運ばれた巨大ロボットに搭乗して決戦に赴くところで物語の幕が閉じる。

## 登場人物
神章 A.D.1990 璃子
璃子（りこ）
「日常を破壊してくれる存在」を待ち続けていた少女。特殊部隊による竜の駆除に遭遇した際、偶然拾った竜の卵を「カーマイン」と名付け、廃校舎で秘密に育てる。
カーマイン（幼年期）
4本角の赤竜。璃子に育てられる。親や仲間を殺されたためもあり、人間のことを良く思っていないが、璃子のことは慕っている。実は、カーマインら竜たちは悪魔を討伐するための神の使いであった。
相良匡
自衛隊の組織する特殊部隊の隊長。航空自衛隊F-15戦闘機のパイロットとして米軍と共に竜を要撃した結果、同僚が竜と空中接触して死亡したのを機に上官に直訴し、特殊部隊を結成する。監視カメラで璃子が卵を拾うところを発見し、カーマインを駆除しようと迫る。
相良の上官
特殊部隊の結成には乗り気では無かったが、相良に現状を訴えられ、彼が全責任を被ることを条件に渋々了承する。
晴美（はるみ）
璃子のクラスメイト。璃子に会いに行った際、彼女の考えを垣間見る。
悪魔
天より降臨して人間に憑依し、その肉体を破壊する。竜の角が弱点。
魔章 R.C.297 ルリシア
ルリシア
竜使いであった父を殺され、復讐のために竜使いを志す。カーマインの角を折り、彼と行動を共にする。
カーマイン（老年期）
巨大な建物にこもって何かを研究していたが、ルリシアに角を折られたため、彼女に服従する。周囲には「バーミリオン」という偽名を用いている。魔にとってカーマインの存在は、「魔の王を倒した4本角の赤竜」として知られている。
魔青年
ルリシアの父の敵。

## キャスト
神章 A.D.1990 璃子
- 璃子：鷹森淑乃
- カーマイン（幼年期）：関俊彦
- 相良匡：玄田哲章
- 相良の上官：嶋俊介
- 晴美：玉川砂記子（「玉川紗紀子」名義）
- 曽我部和恭、中村秀利、津久井教生、星野充昭、久賀健治、安永沙都子、小林輝世子

魔章 R.C.297 ルリシア
- ルリシア：本多知恵子
- カーマイン（老年期）：加藤精三
- 魔青年：曽我部和恭
- 辻村真人、上田敏也、若本規夫、鈴木清信、西村知道、中原茂、篠原恵美

## スタッフ
- 企画・プロデューサー - 三浦亨
- 原作 - 竜騎兵『DRAGON BREEDER』（久保書店 WORLDコミックス刊）
- 脚本・構成 - 会川昇
- 監督・演出 - 福本潔
- キャラクターデザイン・作画監督 - 北爪宏幸
- ドラゴン、モンスターデザイン・作画監督 - 越智博之
- 絵コンテ - 福本潔（神章）、北爪宏幸（神章・魔章）、越智博之（神章）
- 美術監督 - 安西徹夫（神章）、下野哲人（魔章）
- 色彩設定 - 安斉弘美
- 撮影監督 - 高橋明彦（神章）、小西一廣（魔章）
- 編集 - 掛須編集室、掛須秀一、牧岡栄吾、石田悟
- 音響監督 - 山崎あきら
- 音楽 - 加藤みちあき
- 音楽プロデューサー - 重松英俊
- 音楽ディレクター - 大月俊倫
- 制作 - AIC
- 製作 - 久保書店

## 主題歌
「さよならのかわりに」（神章）
「Purple sights」（魔章）
上記2曲とも、作詞・作曲・歌 - 辛島美登里 / 編曲 - 加藤みちあき